# Poecilanthrax montanus
Poecilanthrax montanus är en tvåvingeart som beskrevs av Joseph Hannum Painter och Hall 1960. Poecilanthrax montanus ingår i släktet Poecilanthrax och familjen svävflugor. Inga underarter finns listade i Catalogue of Life.